# Мидинци
Мидинци или Мидимци (на македонска литературна норма: Мидинци; на албански: Milinca, Милинца) е село в Северна Македония в община Кичево.

## География
Разположено е в областта Горно Кичево на Заяската река между планините Буковик и Бистра.

## История
В XIX век Мидинци е българско село в Кичевска каза на Османската империя. В „Етнография на вилаетите Адрианопол, Монастир и Салоника“, издадена в Константинопол в 1878 година и отразяваща статистиката на населението от 1873 година, Маданци (Madantzi) е посочено като село с 19 домакинства със 70 жители българи.
Според статистиката на Васил Кънчов („Македония. Етнография и статистика“) в 1900 Мидимци има 192 жители българи християни.
Цялото население на селото е под върховенството на Българската екзархия. По данни на секретаря на екзархията Димитър Мишев („La Macédoine et sa Population Chrétienne“) в 1905 година в Мидимци има 152 българи екзархисти.
На Етнографската карта на Битолския вилает на Картографския институт в София от 1901 година Мидимци е чисто българско село в Кичевската каза на Битолския санджак с 25 къщи.
Статистика, изготвена от кичевския училищен инспектор Кръстю Димчев през лятото на 1909 година, дава следните данни за Мидимци:
| Домакинства | Гурбетчии | Грамотни | Грамотни | Грамотни | Неграмотни | Неграмотни | Неграмотни |
| Домакинства | Гурбетчии | мъже     | жени     | общо     | мъже       | жени       | общо       |
| ----------- | --------- | -------- | -------- | -------- | ---------- | ---------- | ---------- |
| 19          | 16        | 16       | 0        | 16       | 38         | 53         | 91         |

При избухването на Балканската война в 1912 година двама души от Мидинци са доброволци в Македоно-одринското опълчение.
След Междусъюзническата война в 1913 година селото попада в Сърбия.
На етническата си карта на Северозападна Македония в 1929 година Афанасий Селишчев отбелязва Мидимци като българско село.
Църквата „Света Преподобна Параскева“ („Света Петка“) е изградена в 1952 година, а осветена в 1963 година. Фреските са от 1962 – 1963 година. Иконостасът и иконите на него са пренесени от старата църква и са от 1923 година.
Според преброяването от 2002 година Мидинци има 33 жители.
| Националност | Всичко |
| македонци    | 31     |
| албанци      | 0      |
| турци        | 0      |
| роми         | 0      |
| власи        | 0      |
| сърби        | 0      |
| бошняци      | 0      |
| други        | 2      |

От 1996 до 2013 година селото е част от община Заяс.

## Личности
Родени в Мидинци
- Ангелко Алексов (Анджелко Алексич) (1876 – 1904), сърбомански четнически войвода
- Стефан Георгиев, македоно-одрински опълченец, 1 рота на 2 скопска дружина, носител на орден „За храброст“ ІV степен[10]